# Лук Винклера
Лук Винклера (лат. Allium winklerianum) — многолетнее травянистое растение, вид рода Лук (Allium) семейства Луковые (Alliaceae). 

## Этимология
Вид назван в честь Константина Юльевича Винклера.

## Распространение и экология
В природе ареал вида охватывает Среднюю Азию, северо-восточные районы Афганистана и Китай (Синьцзян-Уйгурский автономный район).
Произрастает на мягких склонах в среднем и верхнем поясе гор.

## Ботаническое описание
Луковица шаровидная, диаметром 0,75—2 см; оболочки черноватые, бумагообразные. Стебель высотой 15—40 (до 100) см, ребристый.
Листья в числе одного—двух, реже до четырёх, шириной 0,5—2,5 см, линейные или узколинейно-ланцетные, гладкие или по краю и снизу листовой пластинки шероховатые, короче стебля.
Чехол немного или в два раза короче зонтика, заострённый. Зонтик пучковато-полушаровидный или полушаровидный, многоцветковый, густой. Цветоножки чаще всего равные, немного короче или в полтора-два раза длиннее околоцветника, при основании без прицветников. Листочки узкоколокольчатого околоцветника розово-фиолетовые, с более тёмной жилкой, линейно-продолговатые, тупые, длиной 7—10 мм. Нити тычинок в два раза короче листочков околоцветника, на половину или на две трети между собой и с околоцветником сросшиеся, выше почти свободные, треугольные.
Коробочка почти шаровидная, диаметром около 5 мм.

## Таксономия
Вид Лук Винклера входит в род Лук (Allium) семейства Луковые (Alliaceae) порядка Спаржецветные (Asparagales).
|  |                  |  |                     |                          |                   |  | класс Двудольные | класс Двудольные                                     |                                                      |  |  |  | ещё 24 семейства (согласно Системе APG II) | ещё 24 семейства (согласно Системе APG II) |  |  |  |  | ещё около 300 видов | ещё около 300 видов |
|  |                  |  |                     |                          |                   |  | класс Двудольные | класс Двудольные                                     |                                                      |  |  |  | ещё 24 семейства (согласно Системе APG II) | ещё 24 семейства (согласно Системе APG II) |  |  |  |  | ещё около 300 видов | ещё около 300 видов |
|  |                  |  |                     | отдел Цветковые растения |                   |  |                  |                                                      | порядок Спаржецветные                                |  |  |  |                                            | род Лук                                    |  |  |  |  |                     |                     |
|  |                  |  |                     | отдел Цветковые растения |                   |  |                  |                                                      | порядок Спаржецветные                                |  |  |  |                                            | род Лук                                    |  |  |  |  |                     |                     |
|  | царство Растения |  |                     |                          | класс Однодольные |  |                  |                                                      | семейство Луковые                                    |  |  |  | вид Лук Винклера                           |                                            |  |  |  |  |                     |                     |
|  | царство Растения |  |                     |                          |                   |  |                  |                                                      |                                                      |  |  |  |                                            |                                            |  |  |  |  |                     |                     |
|  |                  |  | ещё около 21 отдела | ещё около 21 отдела      |                   |  |                  | ещё 36 порядков двудольных (согласно Системе APG II) | ещё 36 порядков двудольных (согласно Системе APG II) |  |  |  | ещё 15 родов                               | ещё 15 родов                               |  |  |  |  |                     |                     |
|  |                  |  |                     | ещё около 21 отдела      |                   |  |                  |                                                      | ещё 36 порядков двудольных (согласно Системе APG II) |  |  |  |                                            | ещё 15 родов                               |  |  |  |  |                     |                     |